# Чига
Чига (бачига [самоназвание], бакига, кига) — один из народов, населяющих Уганду, разговаривающий на языке кига (ручига). Проживает также на севере Руанды. Название народа чига было взято из языка соседствующего с ним народа, и в переводе означает «горцы» (Rekdal 1999: 462). На 2024 год численность населения оценивалась приблизительно в 2,95 млн человек, или 6,4 % всего населения Уганды.

## История
Народ Чига сформировался в XVII—XIX вв., на основе коренного населения и многочисленных групп бантуязычного населения, которые мигрировали в горный район Кигеси, спасаясь от войн на территориях Руанды, Мпороро и Нкоре. Они говорили на диалекте Lunyankole, который порой был обогащен значительной примесью диалекта Lunyaruanda. В это время не существовало единого правового или морального сообщества народа чига. Разные кланы народа, и даже их субкланы, находились в постоянной вражде друг с другом: устраивали набеги на крупный рогатый скот, а иногда даже открытые бои.
Орден Ньябинги, легендарной царицы Уганды, убитой колонизаторами, имел большое влияние в этой борьбе, которая способствовала также процессу этнической консолидации, продолжающемуся и в наше время.
Благодаря этой консолидации юго-западная часть Кигеси и на сегодняшний день остается густонаселенным районом. Однако надо с большой осторожностью определять причины плотности населения в нём. Без сомнений, важную роль играет то, что район заселяет народ чига и родственные ему народы, которые традиционно являются земледельцами. Район находится на высоте более 1500 километров, в нём отсутствует муха цеце, преобладают участки с плодородными почвами и богатыми осадками, но существует также большое количество отрицательных факторов, такие как болота, крутые склоны и разреженные каменистые почвы. Поскольку к востоку условия для сельского хозяйства хуже, там характерны менее обильные осадки, присутствие мухи цеце и возрастание роли скотоводства в национальной экономике, плотность населения резко сокращается (Trewartha 1957: 47).

## Культура

### Род занятий
Традиционное занятие — ручное подсечно-огневое земледелие (просо, сорго, бобовые). Но часть народа занимается скотоводством, в том числе кочевым. Они выращивают мелкий рогатый скот (козы, овцы), а кочевники — крупный рогатый скот. Скот имеет престижное значение, его можно использовать как предмет обмена для обеспечения себя зерновыми и прочими товарами, для обеспечения прав людей; поддержания связей, влияющих на уровень жизни; он может быть использован для приобретения ещё большего количества скота, а также для обеспечения невест, которые необходимы для сохранения общества (Turyahikayo-Rugyema 1976: 288). 

Традиционные ремесла — обработка металла и дерева, изготовление керамики, художественные промыслы, плетение. В настоящее время развито отходничество в города и на плантации.

### Жилище и семья

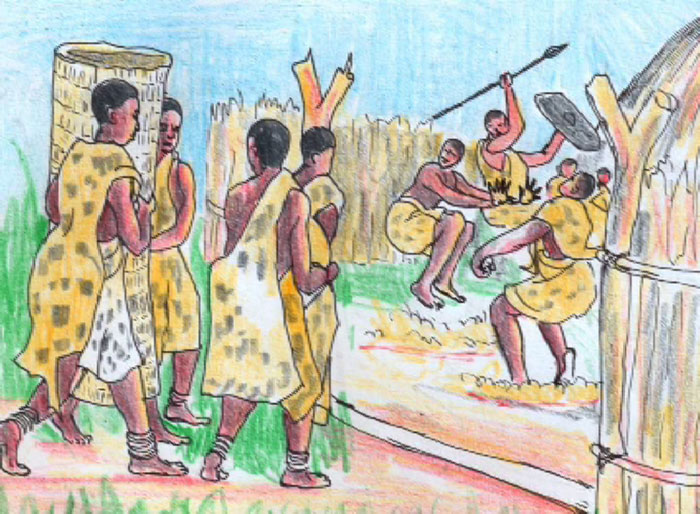
Традиционная свадебная церемония

Традиционные поселения разбросанные, состоят из домохозяйств с кольцевой планировкой. В настоящее время распространены жилища и одежда европейского типа. Счет родства патрилинейный, брак патрилокальный, моногамный. 

В XIX в. существовало домашнее рабство (преимущественно женщины). В полигинных семьях женщины имели своё жилище и земельный участок. Во многих районах Уганды даже в настоящее время женщины не должны открыто выражать свои мысли в общественных местах, и даже дома женщина не может свободно вести спор со своим мужем (Johnson, Kabuchu and Kayonga 2003: 11). 

До того, как народ чига узнал об исламе и христианстве, он верил в единого Бога. Под Богом понимался творец всего, который не является ни мужчиной, ни женщиной, и известен как Руха́нга. 

Традиционная культура народа практически утрачена, частично сохраняются культы предков и сил природы.

### Танцевальное искусство
Стиль танцев народа чига называется Экинизо (Ekinizo). Район Кигеси известен как "Африканская Швейцария", поскольку погода и пейзаж в этом районе похож на погоду и пейзаж большинства европейский стран. Температура ночью легко может упасть до 4 °C—10 °C. Во время холодных месяцев, экинизо является согревающим танцем. Людям, выходящим рано утром на пастбища, приходится прыгать некоторое время, чтобы согреться. Так же этот танец помогает растянуть мышцы после работы. Традиционно, люди этого народа используют экинизо, чтобы отметить участки земли, где были обнаружены признаки воды. Таким образом, экинизо — это очень энергичный танец, представляющий собой прыжки, призванные демонстрировать силу и выносливость. Женщины, участвующие в этом танце, делают его более элегантным благодаря движениям рук.

## Выдающиеся личности
- Куотси Алибарухо — директор национального управления по аэронавтике и исследованию космического пространства.
- Рухакана Ругунда — бывший постоянный представитель Уганды при ООН и первый угандийский председатель Совета Безопасности ООН, в настоящее время министр связей и информационных технологий.
- Амама Мбабази — нынешний премьер-министр Уганды и генеральный секретарь правящей Национальной Партии Сопротивления, бывший министр безопасности и государственный министр по вопросам обороны.
- Уоррен Кизза Бесидже Кифефе — бывший полковник угандийской армии, председатель партии «форум за демократические изменения» и кандидат в Президенты Уганды на выборах в 2001, 2006 и 2011.
- Фесто Кивенгере — бывший англиканский епископ и критик режима диктатора Иди Амина. Его могила находится в соборе Святого Петра в Ругараме, и его почитает большое количество англиканцев народа чига.